# Deformált szárny vírus

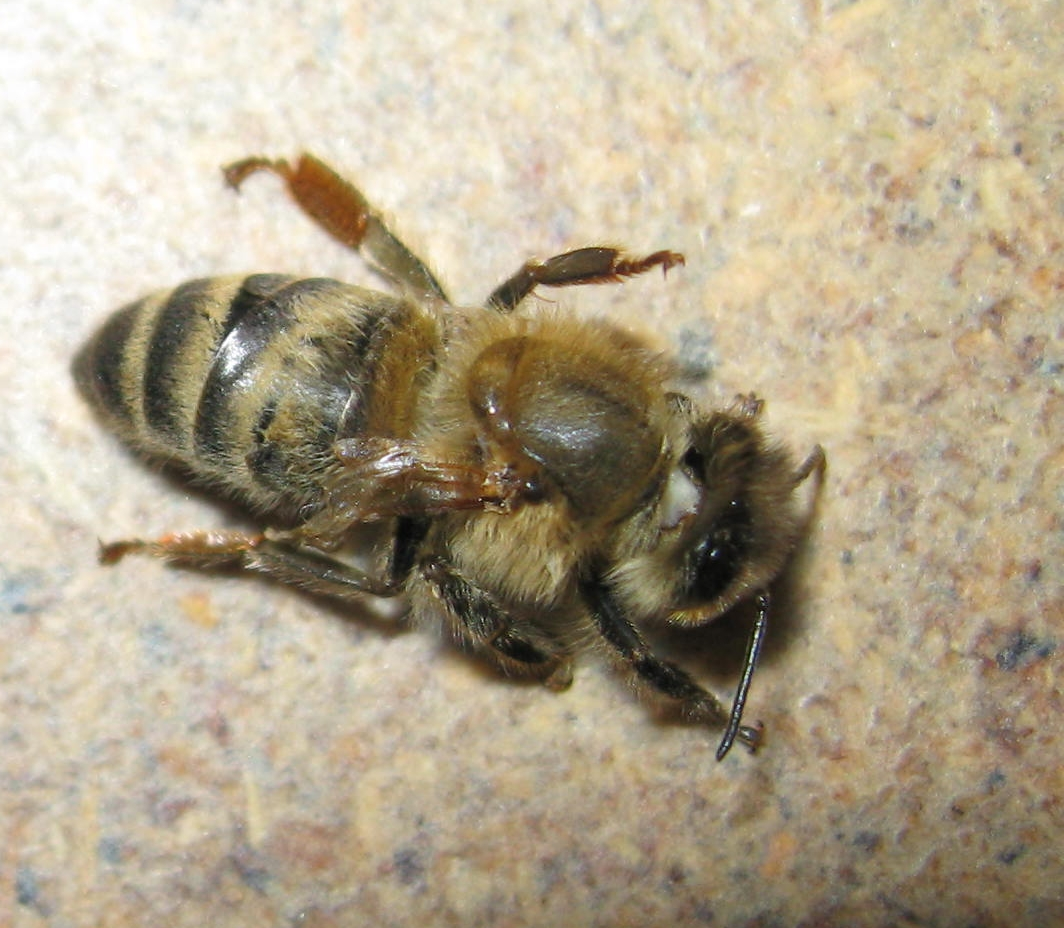
Krajnai méh a deformált szárny vírus által okozott betegség tüneteivel

A deformált szárny vírus (deformed wing virus, DWV) a házi méh egy retrovírusa, a házi méh 22 ismert vírusának egyike. Először Japánban izolálták az 1980-as évek elején. Mára világszerte elterjedt. Megtalálható a virágporban és a poszméhméhészetekben is. Graystock et al 2013 Fő közvetítője a házi méhnél az ázsiai méhatka. Nevét a leglátványosabb tünetéről kapta, a szárnyak torzulásáról, elcsökevényesedéséről, és röpképtelenségről, de gyakran társul hozzá lekerekített potroh, bénulás és más idegrendszeri tünetek.

## Genomja
A vírus genomját 2006-ban hozták nyilvánosságra. Hossza a poly(a) vég nélkül 10140 nukleotid, és egyetlen nagy nyílt olvasóablakot tartalmaz, ami egy 328-kilo Daltonos (kDA) polifehérjét kódol. A középső kódoló sorozat 5'-es vége egy 1144 nukleotidos nem kódoló szakasz, és 3' vége egy 317 nukleotidos nem kódoló szakasz, amit a poly(a) farok követ.
A genom 29,5% adenozint, 15,8% citozint, 22,4% guanint és 32,3% uracilt tartalmaz. A kodon elemzése 39,5% uracilt és 26,8% adenozint talált a harmadik bázis pozíciójában. A vírus nagyobb szerkezeti fehérjéi: VP1 (44 kDa), VP2 (32 kDa), és VP3 (28 kDa). Ezek a poliprotein  N-terminálisán fekszenek. A C-terminális vég által tartalmazott sorozat mintázata a picornavírusok jól ismert nem szerkezeti fehérjéit kódolja. Ezek az RNA helikáz, a chimotripszin-szerű 3C proteáz és egy RNS-függő RNS-polimeráz.
A VP1-et a 486-880-as kodonok, a VP3-at a 913-1063-as kodonok kódolják. A VP2 kódjának határa nem pontosan meghatározott, de a VP1 5' felőli végénél helyezkedik el. Egy kisebb fehérje (VP4) lehet még kódolva a 464-486-os kodonok között, de eddig nem bizonyosodott be ennek jelenléte a vírusban.
A VP2 5' felőli részén egy nagyon változékony vezető fehérje helyezkedik el (L protein). Annak ellenére, hogy a polifehérjének mindössze 7,3%-át teszi ki, az Iflaviridae genetikai változatosságának 26,2% t-o 33,3%-áért felelős. Részt vehet a gazda capfüggő mRNA transzlációjának gátlásában, és a riboszómába való behatolás támogatásában.
A retrovírusoknál gyakori VPg fehérje mindössze 23 aminosavból áll. Az RNS 5' felőli végét stabilizálja a transzláció és a szaporodás alatt. Kódját a 2093-2118 kodonok régiója tartalmazhatja közvetlenül a 3C-proteáz mellett, de eddig nincs megerősítve a fehérje jelenléte a vírusban.
Az A, B és C helikáz tartományok az 1460-1575 kodonok között találhatók. A 3C kodonjai a 2183-2327 szakaszban helyezkednek el. A nyolc RdRp tartomány helye a 2493-2828 régióban van.
A vírus genetikai kódjának szerkezete tehát:
5'UTR-L-VP2-(VP4)-VP1-VP3-RNA helikáz-(VPg)-3C proteáz-RNS-függő RNS-polimeráz-3'UTR
ahol a feltételezett fehérjék zárójelben szerepelnek. Ha a VPg jelen van, akkor az RNS 5' felőli végéhez egy másolata kapcsolódik.

## Felépítése és virológiája
A virion egy 30-nm ikozaéderes részecske, ami egy egyszálú pozitív sodrású RNS-t és három nagyobb szerkezeti fehérjét tartalmaz.
A vírus a kifejlett fertőzött méh fején és potrohán koncentrálódik. Kimutatható reverz transzkriptáz-polimeráz-láncreakcióval a fertőzött méh bármely testrészéből a lábakat kivéve.

## Tünetei

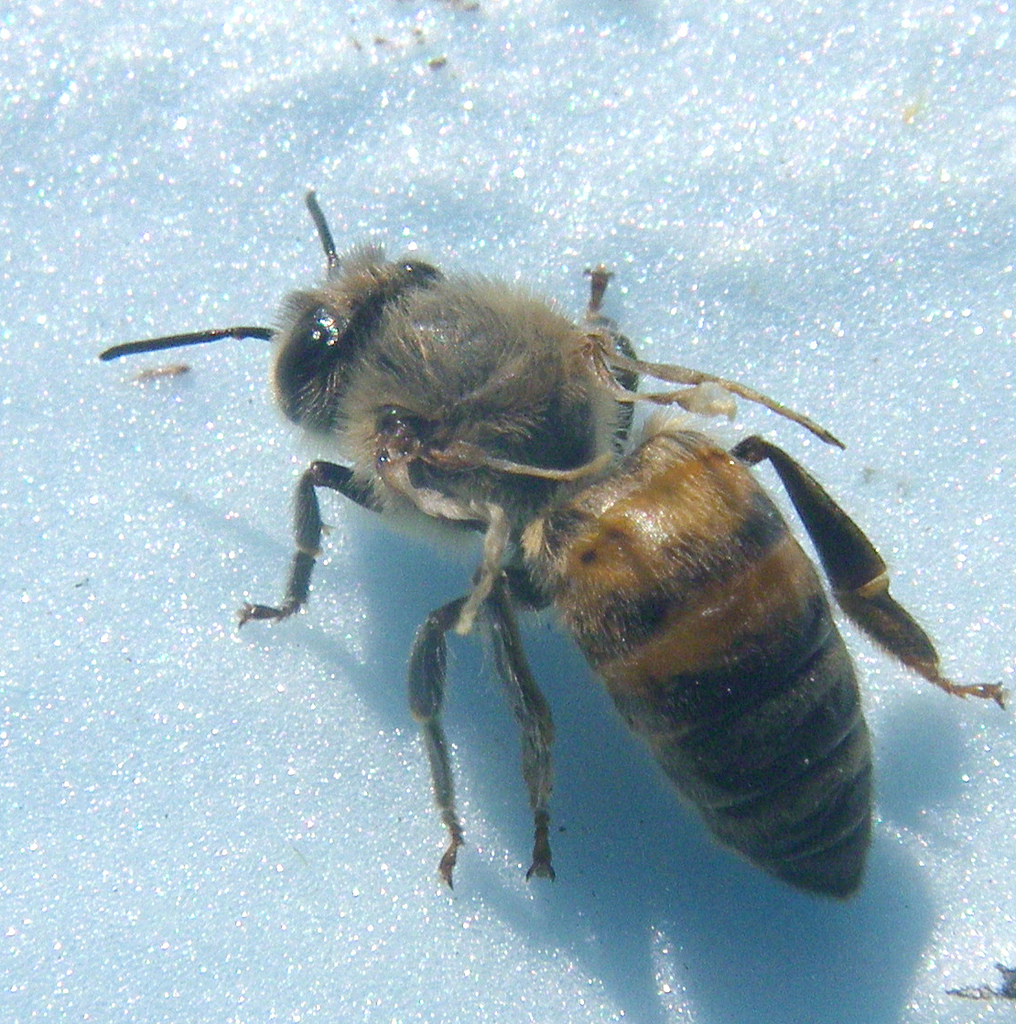
A betegség legszembetűnőbb tünete a szárnyak tönkremenetele

A deformált szárny vírust (DWV) azzal gyanúsítják, hogy torzulásokat okoz a házi méh potrohán és szárnyain. Megfertőzi a felnőtt méheket és a fiasítást is. A beteg méh szárnyai torzak és használhatatlanok, potrohuk megrövidült és lekerekedett, lábuk és szárnyuk megbénul. Az álcaként fertőzött méh felnőtt életének második napján elpusztul. 
A vírus idegrendszeri tüneteket is okoz. Mesterséges fertőzéssel azt találták, hogy merevebbé teszi a méhek viselkedését. A fertőzés utáni negyedik napon érzékenyebbek a szacharózra. Az asszociatív tanulásuk is károsodott a tanítás után 2 és 24 órával végzett tesztek szerint. A betegség a tanulás más formáit nem érinti.
A kakugo vírus RNS-e 98%-ban megegyezik a deformált szárny vírussal, és annak altípusának tekintik. Csak az agresszív őrméhek gombatestjeiben találták meg. Az erős tüneteket mutató DWV-vel fertőzött méhek fejében is megtalálható a vírus, míg a tünetmenteseknek csak a potrohából vagy a torából mutatható ki. Egyes kutatók szerint az elnéptelenedés szindrómában a végső összeomlás előtt agresszívabbakká válnak a méhek, és ezért ez a vírus is okolható. Más kutatók vitatják ezt a kapcsolatot.
Az egészségesek nem tűrik meg a beteget a kaptárban. A tünetek erősen korrelálnak a fertőzöttség erősségével. Feltételezik, hogy atkák hiányában is fennmaradna a fertőzés, és a vírus szájon át terjedne. Megtalálható a méhpempőben és az álcák táplálékában is, valamint a herék spermájával is. Az anyáról petére és a visszaöklendezett táplálékkal való terjedés nem jelentős.

## Az atka szerepe
A DWV súlyos tünetei a súlyos atkafertőzéshez kapcsolódnak. A kutatások kimutatták, hogy az atkával erősen fertőzött méhek tünetei súlyosabbak azokénál a méheknél, amelyek nem atkásak, de erősebben fertőzöttek a vírussal. Az atka nemcsak terjeszti a vírust, hanem az valószínűleg képes benne szaporodni, és felnagyítja annak hatásait. Az atka bizonyítottan képes 10 százalékról 100 százalékra növelni a vírusfertőzöttséget. Ez világszerte a legerősebb ritkító tényező.  Az atka és a vírus együtt elnyomja a méh immunrendszerét, és az így még több betegségre is fogékonnyá válik. Az elnéptelenedés szindróma egyik szignifikáns tényezője.

## Fordítás
Ez a szócikk részben vagy egészben  a   Deformed wing virus című angol Wikipédia-szócikk fordításán alapul.  Az eredeti cikk szerkesztőit annak laptörténete sorolja fel. Ez a jelzés csupán a megfogalmazás eredetét és a szerzői jogokat jelzi, nem szolgál a cikkben szereplő információk forrásmegjelöléseként.